# Le Bois International
Le Bois International est un hebdomadaire français d’informations professionnelles sur la filière bois, d’analyses, d'informations juridiques et de publicité, fondé en 1930.

## Histoire
Le Bois International est créé le 5 janvier 1930,,. Cette société fait partie du groupe Le bois national, l'officiel du bois, créé le 1er janvier 1957 basé à Lyon,.

## Description
La ligne éditoriale du quotidien est le traitement de l’information spécialisée sur toute la filière bois. Il existe deux éditions. L'édition verte est dédiée à la première transformation du bois. Les sujets concernent les sujets les scieries et l'exploration forestière. Et l'édition rouge est dédiée à la seconde transformation du bois soit la charpente, la construction, la menuiserie et le meuble,.